# Szatürosz (költő)
Szatürosz (1. század?) görög költő.
Az Anthologia Graeca őrizte meg néhány epigrammáját. Egyes kutatók véleménye szerint az e név alatt az antológiában fennmaradt költemények valójában két azonos nevű, ám más-más korban élt költő alkotásai.